# Arturo Chiappe

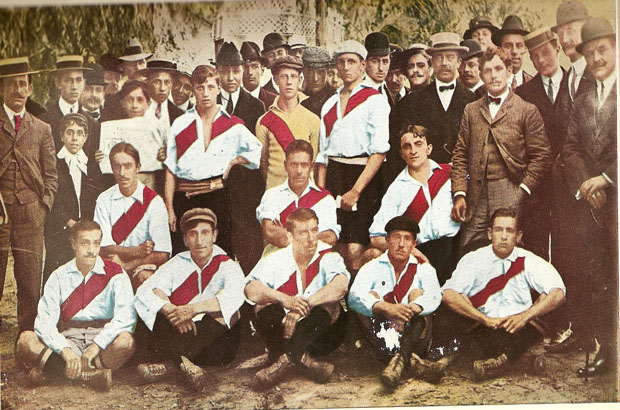
O River Plate campeão do ascenso em 1908. Chiappe é o terceiro jogador sentado.

Arturo Chiappe foi um futebolista argentino. 
Chiappe é um dos maiores ídolos do River Plate. Zagueiro de chute potente, jogou ainda no início da existência do River: foi determinante na conquista da segunda divisão em 1908 (primeiro título oficial da equipe, sete anos após a fundação do clube) e, doze anos mais tarde, ganhou também o título da primeira divisão, sendo ali o único remanescente do elenco que obteve o ascenso em 1908. O título de 1920 foi o primeiro do River na divisão de elite do campeonato argentino e o único do clube na era amadora.
Fez parte do elenco da Seleção Argentina vice-campeão do Campeonato Sul-Americano de Futebol de 1916, mas atuou apenas uma vez pela Albiceleste: foi como substituto de Jorge Brown, a grande estrela do melhor time argentino da época, o Alumni.